# Gabriel-François de Brueys d'Aigalliers
Gabriel-François baron de Brueys d’Aigalliers (Uzès, 28 februari 1743 – Nîmes, 26 maart 1806) was een edelman en majoor in het leger van het koninkrijk Frankrijk. Reeds tijdens zijn militaire dienst schreef hij essays. Nadien werd hij nog lid van de Assemblée nationale constituante (1789-1791) en burgemeester van Uzès (1793-1794).

## Levensloop
Brueys was de oudste zoon van het eerste huwelijk van baron Gabriel de Brueys d’Agailliers. Zijn vader bezat grondgebied in en rond Uzès in het hertogdom Uzès, een deel van het koninkrijk Frankrijk. Reeds als jongen ging Brueys in het leger. Hij werd militair samen met zijn twee jonge broers, die alle drie onder bescherming stonden van een oom aan vaders zijde. Brueys werd officier bij de infanterie doch moest eigenlijk weinig naar het slagveld. Zijn leven bestond erin te verhuizen van de ene kazerne naar de andere kazerne. In 1761 tijdens de Zevenjarige Oorlog, vocht hij aan Franse zijde in het Rooms-Duitse Rijk, met name in de Slag bij Vellinghausen (1761). Na de dood van zijn vader erfde hij de baronnie, eigendommen en titels.
Van 1764 tot 1767 was Brueys gekazerneerd in Haïti, dat destijds Saint-Domingue heette en een Franse kolonie was. Het régiment de Forez was er gekazerneerd.
Terug op Frans grondgebied begon het leven in de garnizoenen hem te vervelen. Hij vulde zijn tijd met het lezen van auteurs uit de Klassieke Oudheid, alsook werken van Franse schrijvers en filosofen van die tijd. Zelf schreef hij fabels, kleine essays en verzen die hij voorbracht op literaire salons. In 1785 nam hij ontslag uit het leger. Hij had de graad van majoor en was vereerd met de Orde van de Heilige Lodewijk. 
Enkele maanden nog bekleedde hij het ambt van gouverneur-generaal van het prinsdom Monaco, in dienst van prins Honoré III (1785). 
Eenmaal uit het leger correspondeerde hij met letterkundigen, nog meer dan tevoren. Bovendien sloot hij zich aan bij de vrijmetselarij.
In 1789 zetelde hij in de Staten-Generaal die koning Lodewijk XVI had samengeroepen. Brueys zetelde op de bank der edelen voor het district Nîmes-Beaucaire. Hij pleitte, zoals andere gematigde edelen, voor een afbouw van de adellijke privilegies doch voor het behoud van de monarchie. Bij het uitbreken van de Franse Revolutie (1789) hield Brueys zich afzijdig van de gewelddadige gevolgen ervan. De Staten-Generaal had zich intussen omgevormd tot de Assemblée nationale constituante ofwel de Nationale Grondwetgevende Vergadering. Een nieuw politiek mandaat was niet aan hem besteed (1791). Hij trok zich terug in de streek van Gard. 
Van 1793 tot 1794 was hij burgemeester van Uzès; hij trad na een jaar af wegens gezondheidsredenen. 
Hij besteedde de rest van zijn leven aan literatuurstudies en aan het schrijven. Hij huwde in 1797. In 1801 trad hij toe tot de Académie du Gard, een wetenschappelijke instelling in Nîmes die met de naam Académie de Nîmes gesticht was in de 17e eeuw. Deze academie was gesloten na de Franse Revolutie en heropende in 1801 onder de nieuwe naam Académie du Gard. Baron de Brueys overleed in Nîmes zonder nakomelingen (1806).